# Indústria salinera d'Eivissa
La indústria salinera d'Eivissa es troba al sud-oest de l'illa, a 9 km d'Eivissa (municipi) i a 11 km de Sant Josep de sa Talaia, forma part del parc natural que hi ha entre Eivissa i Formentera que comprèn 2.838 hectàrees de mar Mediterrani que hi ha entre Eivissa i Formentera (Es Freus). Es troba al costat de la platja de Ses Salines, una de les platges més famoses de l'illa d'Eivissa, denominada així per estar propera d'aquesta salinera.

## Història

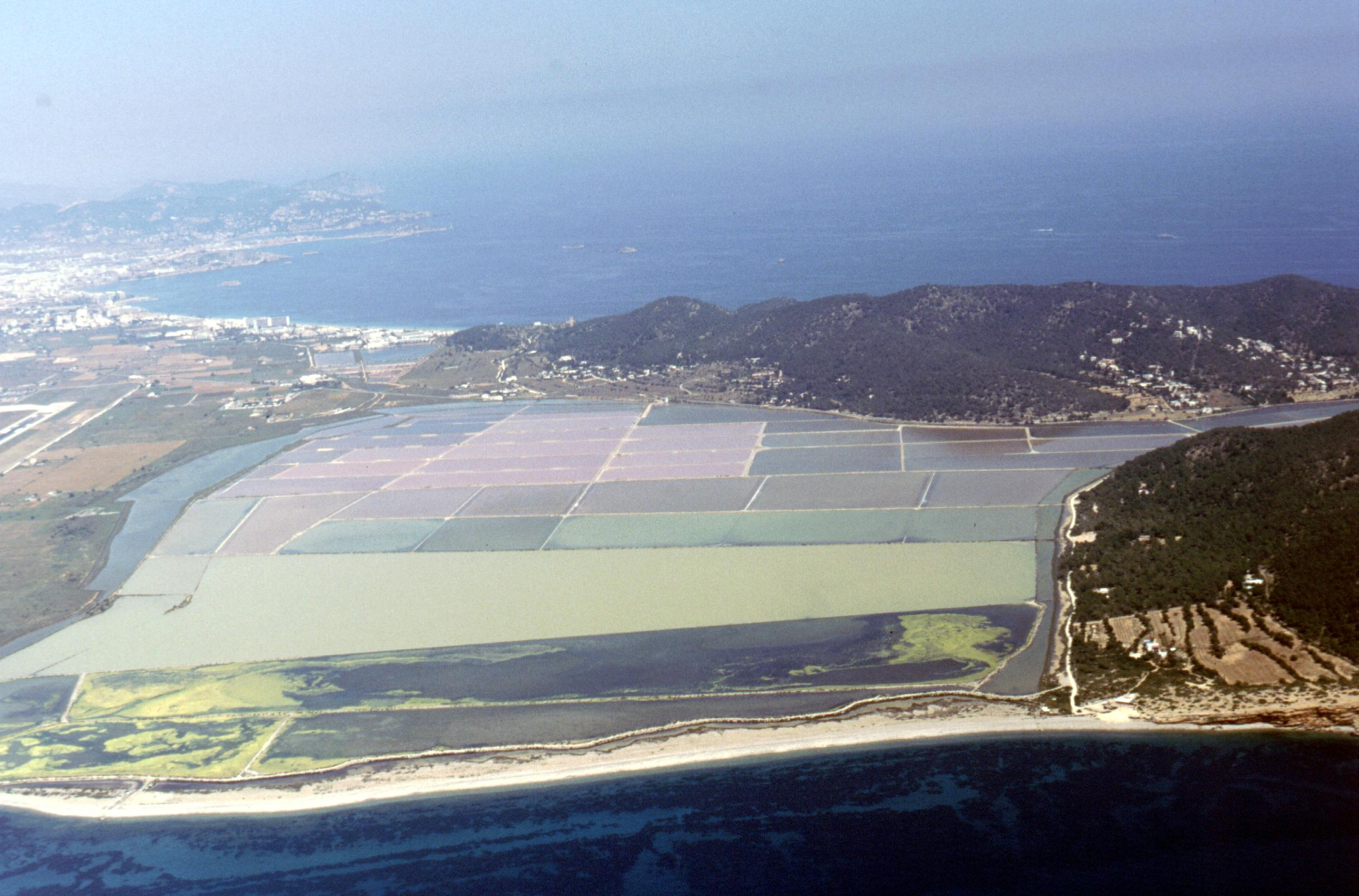
Vista aèria de les Salines d'Eivissa

Els fenicis arriben a l'illa el s. viii aC, a la que anomenen i-busim ('illa del pi') i s'estableixen al poblat de sa Caleta.
La indústria salinera a Eivissa va ser explotada per primera vegada pels musulmans i va adquirir una gran transcendència comercial en el Mediterrani, ja que, moltes altres cultures que han anat poblant l'illa van aprofitar aquest recurs natural. Després de la conquesta cristiana la principal font d'ingrés va ser la sal, ja que, Ses Salines passaren a ser propietat de la Universitat. Durant un període la sal d'aquest lloc va ser un bé comú que suposava una font d'ingressos bona per a les illes. Al segle xiii es varen introduir les primeres millores tècniques.
Al principi la sal s'obtenia de manera natural: es recollia en els marges dels cursos d'aigües salinitzades o en els forats oberts a les roques del litoral. L'aigua entrava amb les marees a través d'un canal i s'acumulava en un o dos estanys per deixar que s'evaporés i quedés la sal, però gràcies a la conquesta catalana de 1285 es va millorar la seva superfície, es millora l'embarcament de la sal en els vaixells, s'augmentaren els comportaments dels estanys...

## Economia i comerç

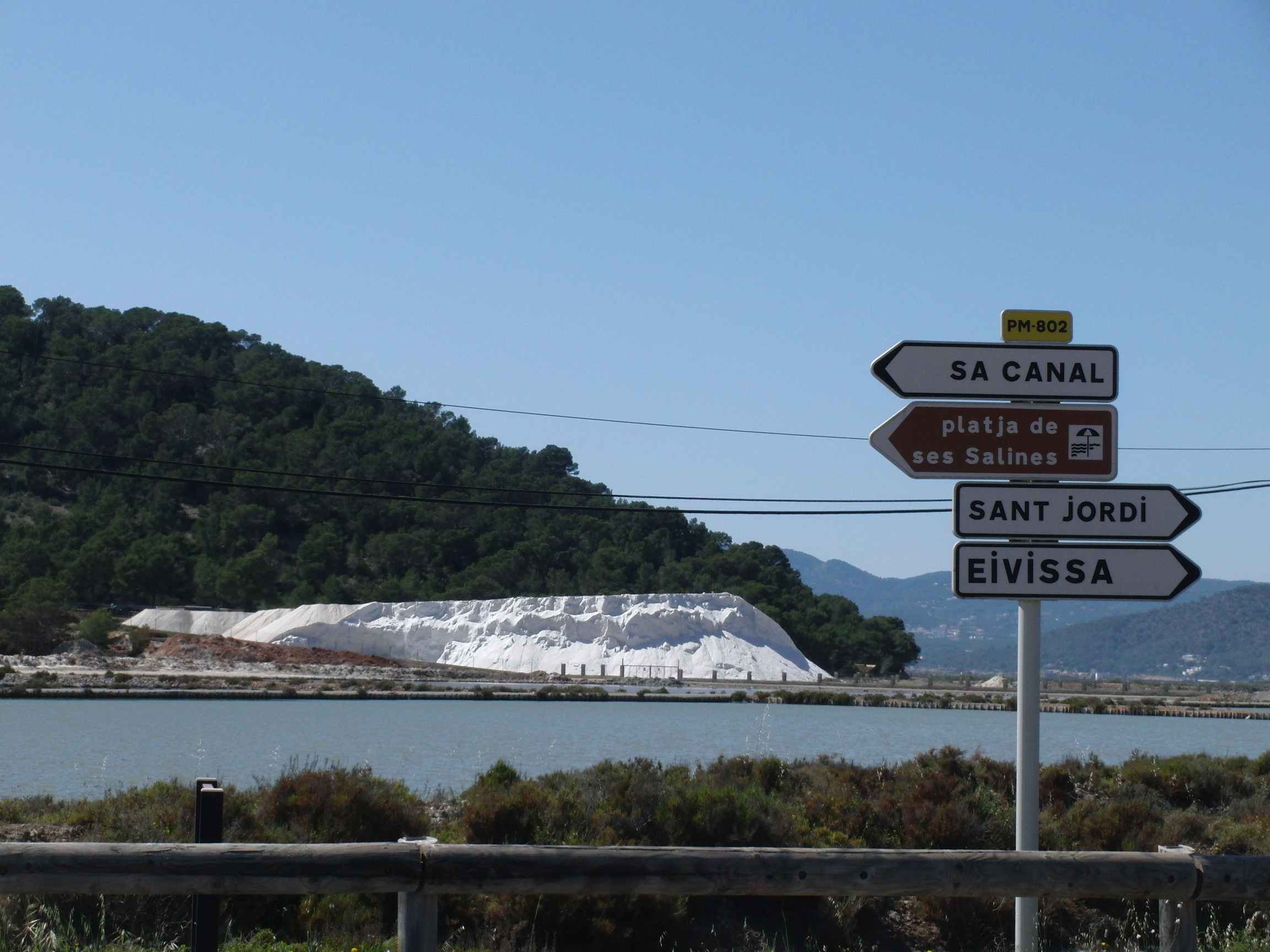
Fotografia de una muntanya de sal a Ses Salines

Anys més tard de la Conquesta Catalana en 1285 es va restablir que els beneficis de les salines havien d'afavorir també als eivissencs. La venda de sal es va convertir en la principal font de finançament de la Universitat d'Eivissa, l'òrgan del govern de l'illa, que va passar a explotar les salines amb el seu arrendament a la Corona.
La situació no va millorar i les salines van caure en ruïna. El manteniment era molt car i per això l'Estat estava ficat en moltes guerres. Aquesta decadència va continuar fins a 1871 quan, després d'una desamortització de béns de la reialesa, la societat Fàbrica de les Sals d'Eivissa adquiria les salines de l'illa per 1.162.062 pessetes.
Eugeni Molina fou l'artificier del reflotament de les salines eivissenques creant més de 25 quilòmetres de terreny per a dividir estanys, vuit de canals, tres ports i mecanitzant el treball. El 1896 es va introduir a més el tren que anava dels estanys fins a la zona d'apilament i d'allí, al port privat de La Canal. Fruit d'aquelles millores, la producció va passar de 6.000 tones anuals a 55.000 en tot just dues dècades. El destí de la sal era per Països Baixos, Regne Unit i Dinamarca.
En l'actualitat gairebé tota la sal obtinguda, es destina a la salaó de peix. Només una petita quantitat és consumida per a usos domèstics pels habitants de les Pitiüses. Per a això es mol la sal triturada, en diversos molins existents a la nostra illa (ciutat d'Eivissa, Santa Gertrudis). Anys enrere es transportava part del producte per a ser emprat, amb aquesta finalitat, a diversos punts dels Països de parla catalana, si més no. Però avui el consum de sal de cuina queda limitat només a les mateixes illes d'Eivissa i Formentera. Podem dir que, actualment, gairebé tota la sal de les Pitiüses es destina a la salaó, en particular del bacallà, sent consumida singularment pels pobles pescadors del nord-oest d'Europa.

### Salinera Espanyola
Salinera Espanyola SOC/ECON. Els antecedents d'aquesta empresa de l'Estat espanyol, es tragueren a subhasta pública les salines d'Eivissa. Se les adjudicà per 1.162.062 pessetes una empresa mallorquina encapçalada pel navilier d'aquella illa Josep Astier. Aquesta empresa el 1878 va passar a designar-se Empresa de la Fàbrica de Sal d'Eivissa. Aquesta empresa passà a designar-se amb el nom de Salinera Espanyola a partir de març de 1898. A partir de 1885 es reconstruïren els estanys, es milloraren les motes, es desviaren les aigües de pluja, es construïren nous canals d'alimentació i es creà una petita xarxa ferroviària interior per a transport de la sal. També es posà en funcionament un remolcador de vapor que duia les barcasses de sal fins al port d'Eivissa. Aquestes millores es traduïren en un considerable augment de producció: el 1885 i els anys anteriors tenia una collita del voltant de les 7.500 tones anuals, que el 1891 ja havien passat a les 55.000 tones. El 1897 la Salinera comprà i inicià també una reforma important de les salines de Formentera. El 1898 fou nomenat president de la Salinera Manuel Salas. L'any següent guanyà el conservador Pere Tur i Palau. En l'època de l'extracció de la sal, que solia durar uns tres mesos, arribava a contractar un miler de jornalers; el salari obtengut era un complement molt important per a l'economia de moltes famílies eivissenques. Al llarg del temps es produïren diferents vagues, com la de l'any 1919 i algunes durant la segona República Espanyola. A començament dels anys cinquanta la collita de la sal ocupava uns 500 homes. Aquesta situació canvià a partir de 1955, quan la Salinera començà a emprar nous mètodes i maquinària; amb els obrers estables de l'empresa es podia fer gairebé tota la feina d'extracció. Els temporers passaren a ser molt escassos i la producció de sal es mantengué pels volts de les 70.000 tones. A causa de la importància de la sal en el pas del s. xix al xx, l'empresa va obrir delegacions a llocs tan distants com Terranova o Calcuta.